# Mogari no mori
Mogari no mori, título traducido como El bosque del luto en España y como El secreto del bosque en Argentina, es una película dramática sobre la muerte y la vida, escrita y dirigida por Naomi Kawase. El largometraje es una coproducción entre Japón y Francia. Se estrenó el 26 de mayo de 2007 en el Festival de Cannes, donde fue galardonada con el Gran Premio.

## Sinopsis
Machiko trabaja como cuidadora en un pequeño asilo y en el día a día desarrolla un cariño especial hacia uno de los residentes, Shigeki. Ambos viven sumidos en una profunda tristeza a causa de la pérdida de un ser querido: en el caso de Machiko, su hijo, en el de Shigeki, su mujer. Para celebrar el cumpleaños de Shigeki, Machiko decide llevarle a pasar el día en el campo. Cuando el vehículo en el que viajan se estropea, Shigeki se interna en un profundo bosque y Machiko no tiene otro remedio que perseguir al anciano.

## Reparto
- Machiko Ono: Machiko.
- Yohichiro Saito: marido de Machiko.
- Shigeki Uda: Shigeki.
- Kanako Masuda: Mako, esposa de Shigeki.
- Makiko Watanabe: Wakako.

## Premios
| Año  | Premio                 | Categoría              | Receptor      | Resultado |
| ---- | ---------------------- | ---------------------- | ------------- | --------- |
| 2007 | Festival de Cannes     | Palma de Oro           | Naomi Kawase  | Nominada  |
| 2007 | Festival de Cannes     | Gran Premio del Jurado | Naomi Kawase  | Ganadora  |
| 2008 | Mainichi Film Concours | Mejor fotografía       | Hideyo Nakano | Ganadora  |